# Eleutherodactylus nubicola
Espèce
Statut de conservation UICN

 EN B1ab(iii)+2ab(iii) : En danger
Eleutherodactylus nubicola est une espèce d'amphibiens de la famille des Eleutherodactylidae.

## Répartition
Cette espèce est endémique de Jamaïque. Elle se rencontre dans les paroisses de Portland, de St. Andrew et de St. Thomas de 1 060 à 1 880 m d'altitude dans les Blue Mountains.

## Publication originale
- Dunn, 1926 : The frogs of Jamaica. Proceedings of the Boston Society of Natural History, vol. 38, p. 111-130.